# Róbert Ilyés
Róbert Ilyés (* 4. Februar 1974 in Miercurea Ciuc) ist ein ehemaliger rumänischer Fußballspieler und derzeitiger -trainer.
Von 2013 bis 2017 war er zunächst als Spieler-Trainer und dann als Trainer bei FK Csíkszereda Miercurea Ciuc tätig. 2014 schaffte das Team den Aufstieg aus der Liga IV in die Liga III. Im Frühjahr 2018 belegte die von ihm trainierte Auswahl des Szeklerlandes den vierten Platz bei der CONIFA-Weltfußballmeisterschaft 2018.

## Erfolge

### Erfolge als Spieler
- Foresta Fălticeni
  - Liga II (1): 1996–97
- Rapid Bukarest
  - Liga I (1): 2002–03
  - Cupa României (2): 2001–02, 2005–06
  - Supercupa României (1): 2003
- FK Xəzər Lənkəran
  - Premyer Liqası (1): 2006–07
  - Aserbaidschanischer Fußballpokal (1): 2006–07
- FC Brașov
  - Liga II (1): 2007–08

### Erfolge als Trainer
- FK Csíkszereda Miercurea Ciuc
  - Liga IV (1): 2013–14